# Aeroportul Yarmouth
Aeroportul Yarmouth (IATA: YQI, ICAO: CYQI) este un aeroport din Yarmouth County⁠(d), Noua Scoție, Canada ce deservește zona Yarmouth⁠(d). Aeroportul a fost tranzitat în 2014 de 0 pasageri. A fost numit după zona deservită.
Situat la o altitudine de 43 m, aeroportul dispune de o singură pistă.